# XVI Партсъезд
XVI Партсъе́зд, известна также как 16 Партсъезд — деревня в Любинском районе Омской области России, в составе Камышловского сельского поселения.

## История
Основана в 1907 году. В 1928 году хутор Украинская коммуна состоял из 44 хозяйств, основное население — русские. В составе Фёдоровского сельсовета Любинского района Омского округа Сибирского края.
Позже в состав населённого пункта вошел близлежащий немецкий хутор Ульрих.
Названа деревня в честь XVI партийного съезда ВКП(б), проходившего в Москве с 26 июня по 13 июля 1930 года.

## Население
| 2010 |
| ---- |
| 315  |

Гендерный состав
По данным Всероссийской переписи населения 2010 года в гендерной структуре населения из 315 человек мужчин — 156, женщин — 159	(49,5 и 50,5 % соответственно)
Национальный состав
В 1928 году основное население составляли русские.
Согласно результатам переписи 2002 года, в национальной структуре населения русские составляли 70 % от общей численности населения в 267 человек.

## Инфраструктура
Развитое сельское хозяйство. Личное подсобное хозяйство. 

## Транспорт
Рядом с населённым пунктом проходит Транссибирская магистраль. Южнее расположена железнодорожная станция 2672 км. На северо-восток идёт дорога длиной 3,5 километра до посёлка Камышловского.